# Eri Tōsaka

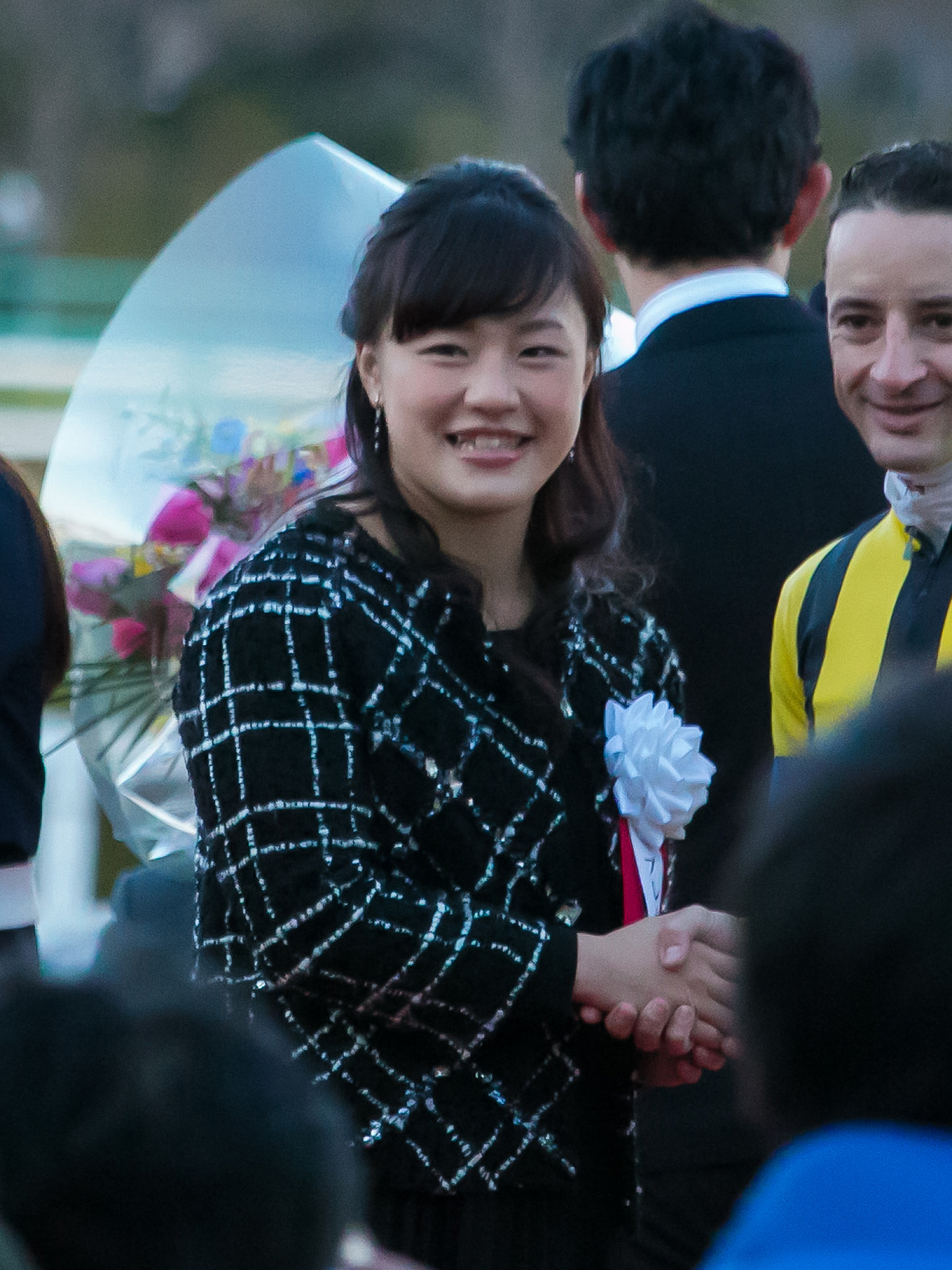
Eri Tōsaka, 2016

Eri Tōsaka (jap. 登坂 絵莉, Tōsaka Eri; * 30. August 1993 in Takaoka, Präfektur Toyama) ist eine japanische Ringerin. Sie wurde 2012 Vize-Weltmeisterin und 2013, 2014 und 2015 Weltmeisterin und 2016 auch Olympiasiegerin in der Gewichtsklasse bis 48 kg Körpergewicht.

## Werdegang
Eri Tōsaka begann bereits als Kind mit dem Ringen. Sie besucht nun die Shigakkan Universität in Ōbu, Präfektur Aichi und gehört auch dem Ringerclub dieser Universität an. Nach einigen Erfolgen auf Landesebene im Juniorenbereich wurde sie im Jahre 2011 erstmals bei einer internationalen Meisterschaft, der asiatischen Juniorenmeisterschaft in Jakarta, eingesetzt. Dort gewann sie in der Gewichtsklasse bis 48 kg, in der sie im Junioren- bzw. Seniorenalter bisher ausschließlich rang, den Titel vor Nguyen Thi Lua aus Vietnam. Im Dezember 2011 wurde sie auch japanische Vizemeisterin bei den Seniorinnen hinter der vielfachen Weltmeisterin Hitomi Obara-Sakamoto.
Im Februar 2012 startete sie bei der asiatischen Meisterschaft in Gumi/Südkorea und kam dort hinter Zhao Shasha aus China und Lee Yu-mi aus Südkorea auf den 3. Platz. Für eine Nominierung zu den Olympischen Spielen 2012 kam sie nicht in Betracht, denn in ihrer Gewichtsklasse beherrschte Hitomi Obara-Sakamoto, die in London auch Olympiasiegerin wurde, das Geschehen. Eri Tōsaka bekam aber die Chance im September 2012 bei der Weltmeisterschaft in Strathcona County/Kanada zu starten und nutzte diese auch. Sie siegte dort über Lenka Matejewa, Slowakei, Jaqueline Schellin, Deutschland und Patimat Bagomedowa aus Aserbaidschan und stand damit im Endkampf der Belarussin Wanessa Kaladschinskaja gegenüber. Sie unterlag dieser umstritten mit 1:2 Runden (2:0, 0:1 und 2:3) Punkte. Die japanische Seite war dabei der Ansicht, dass Eri Tōsaka vom Kampfgericht in der dritten Runde, die sie mit 2:3 Punkten abgab, benachteiligt wurde. Sie wurde damit Vize-Weltmeisterin.
Im Dezember 2012 gewann sie dann erstmals den japanischen Meistertitel bei den Frauen, wobei sie im Endkampf die Junioren-Weltmeisterin Yuki Irie nach Punkten besiegte.
2013 setzte sich bei Eri Tosaka der Vorwärtsdrang fort. Sie wurde zunächst in Kasan Siegerin bei der Universiade und im September 2013 wurde sie in Budapest mit Siegen über Madalina Liguraru, Rumänien, Alyssa Lampe, Vereinigte Staaten, Tatjana Amanchol-Bakatschuk, Kasachstan, Melanie Lesaffre, Frankreich und Mayelis Caripá, Venezuela neue Weltmeisterin in der Gewichtsklasse bis 48 kg Körpergewicht.
Im Januar 2014 stand sie beim Mannschaft-Welt-Cup in Tokio in der japanischen Mannschaft, die im Endkampf Russland mit 8:0 abfertigte. Sie landete dabei in der Gewichtsklasse bis 48 kg einen Schultersieg über Walerija Tschepsarakowa. Im September 2014 gewann Eri Tosaka in Taschkent in der Gewichtsklasse bis 48 kg unangefochten ihren zweiten Weltmeistertitel. Sie besiegte dabei Silvia Felice, Italien, Natalja Pulkowskaja, Ukraine, Alyssa Lampe, Kim Hyun-gyong, Nordkorea und Iwona Matkowska, Polen. Kurz nach diesem Triumph siegte Eri Tosaka auch noch bei den für die asiatischen Sportler einen sehr hohen Stellenwert einnehmenden Asienspielen in Incheon/Südkorea. Im Finale bezwang sie dabei Sun Yanan aus China.
Bei der Weltmeisterschaft 2015 in Las Vegas gewann Eri Tosaka in ihrer angestammten Gewichtsklasse mit Siegen über Erdenesüchiin Narangerel, Mongolei, Jana Rattigan-Stadnik, Großbritannien, Genevieve Morrison, Kanada, Walentina Islamowa-Brik, Russland und Maria Stadnik, Aserbaidschan, ihren dritten Titel in Folge. Im Dezember 2015 gewann sie außerdem zum vierten Mal den japanischen Meistertitel in der Gewichtsklasse bis 53 kg Körpergewicht vor Nanami Irie.
Bei den Olympischen Spielen 2016 in Rio de Janeiro gelang es Eri Tosaka in der Gewichtsklasse bis 48 kg mit Siegen über Schuldis Eschimowa, Kasachstan, Haley Ruth Augellu, Vereinigte Staaten, Sun Yanan, China und Maria Stadnik aus Aserbaidschan (3:2 Punkte) auch erstmals Olympiasiegerin zu werden.
Nach ihrem Olympiasieg konnte Eri Tosaka wegen einer langwierigen Fußverletzung keine Wettkämpfe bestreiten. Sie hofft aber sich im Juni 2017 beim Meiji Cup für die Weltmeisterschaften im August 2017 qualifizieren zu können. Leider genas sie nicht rechtzeitig, so dass sie 2017 keine Wettkämpfe bestreiten konnte. Die dreifache Junioren-Weltmeisterin (Cadets) Yui Susaki vertrat sie aber würdig.
Bei der japanischen Meisterschaft im Dezember 2017 konnte sie aber dann doch an den Start gehen. Sie kam dort in der neuen Gewichtsklasse bis 50 kg Körpergewicht auf den 3. Platz. Auch beim Meiji-Cup im Juni 2018 in Tokio belegte sie in der gleichen Gewichtsklasse hinter Yui Susaki und Yuki Irie den 3. Platz.

## Internationale Erfolge
| Jahr | Platz | Wettbewerb                                  | Gewichtsklasse | Ergebnisse |
| ---- | ----- | ------------------------------------------- | -------------- | --- |
| 2011 | 1.    | Asiatische Juniorenmeisterschaft in Jakarta | bis 48 kg      | vor Nguyen Thi Lua, Vietnam, Vinesh, Indien und Tsogtbaataryn Tsenddschaw, Mongolei |
| 2012 | 3.    | Asienmeisterschaft in Gumi/Südkorea         | bis 48 kg      | hinter Zhao Shasha, China und Lee Yu-mi, Südkorea |
| 2012 | 2.    | WM in Strathcona County/Kanada              | bis 48 kg      | nach Siegen über Lenka Matejewa, Slowakei, Jaqueline Schellin, Deutschland und Patimat Bagomedowa, Aserbaidschan und einer Niederlage gegen Wanessa Kaladschinskaja, Weißrussland      |
| 2013 | 1.    | Universiade in Kasan                        | bis 48 kg      | vor Patimat Bagomedowa, Walerija Tschepsarakowa, Russland und Aria Liwatsch, Ukraine                                                                                                   |
| 2013 | 1.    | WM in Budapest                              | bis 48 kg      | nach Siegen über Madalina Linguraru, Rumänien, Alyssa Lampe, USA, Tatjana Amanchol-Bakatschuk, Kasachstan, Melanie Lesaffre, Frankreich und Mayelis Yesenio Caripa Castillo, Venezuela |
| 2014 | 1.    | WM in Taschkent                             | bis 48 kg      | nach Siegen über Silvia Felice, Italien, Natalja Pulkowskaja, Ukraine, Alyssa Lampe, Kim Hyon-gyong, Nordkorea und Iwona Matkowska, Polen                                              |
| 2014 | 1.    | Asienspiele in Incheon/Südkorea             | bis 48 kg      | nach Siegen über Lee Yu-mi, Südkorea, Erdenesüchiin Narangerel, Mongolei, Vinesh, Indien und Sun Yanan, China                                                                          |
| 2015 | 1.    | WM in Las Vegas                             | bis 48 kg      | nach Siegen über Erdenesüchiin Narangerel, Jana Rattigan-Stadnik, Großbritannien, Genevieve Morrison, Kanada, Walentina Islamowa-Brik, Russland und Maria Stadnik, Aserbaidschan       |
| 2016 | 3.    | Asienmeisterschaft in Bangkok               | bis 48 kg      | hinter Sun Yanan, China und Irina Borissowa, Kasachstan |
| 2016 | Gold  | OS in Rio de Janeiro                        | bis 48 kg      | nach Siegen über Schuldis Eschimowa, Kasachstan, Haley Ruth Augello, USA, Sun Yanan und Maria Stadnik                                                                                  |

## Nationale Wettkämpfe
| Jahr | Platz | Gewichtsklasse           | Ergebnisse |                                                              |
| ---- | ----- | ------------------------ | ---------- | ------------------------------------------------------------ |
| 2011 | 2.    | Japanische Meisterschaft | bis 48 kg  | hinter Hitomi Obara-Sakamoto, vor Yuki Irie                  |
| 2012 | 1.    | Japanische Meisterschaft | bis 48 kg  | vor Yuki Irie, Ayano Suzuka und Yuka Yago                    |
| 2013 | 1.    | Japanische Meisterschaft | bis 48 kg  | vor Yuki Irie, Yoshika Watanabe und Yuko Yugo                |
| 2014 | 1.    | Meiji-Cup in Tokio       | bis 48 kg  | vor Yu Miyahara, Yuki Irie und Shiori Ito                    |
| 2014 | 1.    | Japanische Meisterschaft | bis 48 kg  | vor Yu Miyahara und Yuki Irie                                |
| 2015 | 1.    | Japanische Meisterschaft | bis 53 kg  | vor Nanami Irie, Mayu Mukaida und Arisa Tanaka               |
| 2017 | 3.    | Japanische Meisterschaft | bis 50 kg  | hinter Yuki Irie und Miho Igarashi                           |
| 2018 | 3.    | Meiji-Cup in Tokio       | bis 50 kg  | hinter Yui Susaki und Yuki Irie, gemeinsam mit Miho Igarashi |
| 2018 | 3.    | Japanische Meisterschaft | bis 50 kg  | hinter Yuki Irie und Kika Kagata                             |

Erläuterungen
- alle Wettkämpfe im freien Stil
- OS = Olympische Spiele, WM = Weltmeisterschaft